# Wilhelm Anton Neumann
Wilhelm Anton Neumann (Vienna, 4 luglio 1837 – Mödling, 5 ottobre 1919) è stato un religioso e archeologo austriaco.

## Biografia
Membro di una famiglia originaria della capitale austriaca, Wilhelm Anton Neumann studiò dapprima al Schottengymnasium dal 1847 al 1855 e successivamente passò al Collegium Theresianum di Vienna.
Il 14 settembre 1855, intenzionato ad intraprendere la carriera ecclesiastica, entrò nell'abbazia di Lilienfeld ove studiò dal 1856 al 1860 presso l'Istituto Teologico dell'Abbazia di Heiligenkreuz ove fece tra l'altro la sua professione nel 1858 entrando nell'Ordine dei Cistercensi. Ordinato sacerdote nel 1860, dal 1861 al 1874 fu biblista e bibliotecario dell'abbazia di Heiligenkreuz.
Nel 1874, laureatosi presso l'Università di Vienna, ivi divenne professore di biblistica e lingue orientali. Dal 1890 al 1891 fu preside della Facoltà Teologica Cattolica, dal 1899 al 1901 fu Magnifico Rettore dell'Università di Vienna. Le sue indagini storiche e archeologiche si sono dimostrate fondamentali in particolare nello studio dell'area palestinese.
Nel 1891 curò il primo catalogo scientifico del tesoro dei Guelfi su commissione del re Giorgio V di Hannover.
Il 28 dicembre 1910 fu tra i primi in Austria a sottoscrivere il Giuramento antimodernista promosso da Pio X.